# Mr. Tambourine Man
«Mr. Tambourine Man» es una canción de Bob Dylan, publicada en su álbum Bringing It All Back Home (1965). Fue número 1 en las listas de éxitos en la versión cantada por The Byrds, grabada el 20 de enero de 1965, antes de la salida de la primera versión grabada por Dylan.

## Estructura y letra
Existen dos versiones tempranas de la canción grabadas por Dylan, una en directo en el Philharmonic Hall de Nueva York, del 31 de octubre de 1964, y otra cantada junto a Ramblin' Jack Elliott durante las sesiones de grabación de Another Side of Bob Dylan (9 de junio de 1964); ambas han sido publicadas, en The Bootleg Series Vol. 6: Bob Dylan Live 1964, Concert at Philharmonic Hall (2004) y The Bootleg Series Vol. 7: No Direction Home: The Soundtrack (2005), respectivamente. Un vídeo de Bob Dylan interpretando la canción en el Festival Folk de Newport de 1964 se puede ver en No Direction Home, el documental de Martin Scorsese.
Estructuralmente, la canción es notable por el hecho de comenzar con el estribillo, en lugar de seguir la estructura convencional de las canciones, que tienen una breve introducción instrumental antes del primer verso.

## Versión de los Byrds

### Lanzamiento y nacimiento del folk rock
Mr. Tambourine Man fue el sencillo debut de la banda estadounidense The Byrds. El sencillo, lanzado el 12 de abril de 1965 por Columbia Records, daría título al álbum debut de la banda, Mr. Tambourine Man, que fue publicado el 21 de junio de 1965. El sencillo, junto con el álbum del mismo nombre, tuvo una gran influencia en el origen del folk rock, con la canción convirtiéndose en el primer éxito masivo de este género. De hecho, el término "folk rock" fue acuñado por la prensa musical estadounidense para describir el sonido de la banda más o menos al mismo tiempo que "Mr. Tambourine Man" alcanzaba el número 1 en las listas Billboard.
El sencillo inició el auge de folk rock de 1965 y 1966, con muchas bandas imitando el sonido híbrido de The Byrds, una mezcla de ritmos de rock, guitarra jangle y letras poéticas o socialmente comprometidas. Este híbrido tiene sus antecedentes en el resurgimiento del folk estadounidense de comienzo de la década de 1960, la versión rock de The Animals del clásico folk "The House of the Rising Sun", las influencias del folk en las composiciones de The Beatles, y el sonido jangle de las guitarras de doce cuerdas de The Searchers y del Beatle George Harrison. Sin embargo, fueron The Byrds los primeros en fusionar estos elementos dispares en un todo unificado, creando unos esquemas de folk rock que fueron la base del éxito para muchas bandas durante mediados de los sesenta.

### Origen
La mayoría de los miembros de The Byrds tenía antecedentes en la música popular, ya que Jim McGuinn, Gene Clark y David Crosby había trabajado todos como cantantes populares durante la década de 1960. También habían pasado tiempo, independientemente unos de otros, en distintos grupos folk, entre ellos The New Christy Minstrels, The Limeliters, The Chad Mitchell Trio, y Les Baxter’s Balladeers. A principios de 1964, McGuinn, Clark y Crosby formaron The Jet Set y comenzaron a desarrollar una fusión de letras y melodías de canciones de folk con arreglos al estilo de los Beatles. En agosto de 1964, el mánager de la banda, Jim Dickson, consiguió un disco de acetato de "Mr. Tambourine Man" del editor de Dylan, con la actuación de Dylan y Ramblin' Jack  Elliott. Aunque los miembros de la banda no se mostraron impresionados al principio con la canción, finalmente aceptaron iniciar los ensayos y grabar una demo. En un intento por hacer que sonara más como The Beatles, la banda y Dickson eligierona dar a la canción un tratamiento completo, de banda de rock eléctrica, creando así el subgénero musical del folk rock. Para reforzar la confianza del grupo en la canción, Dickson invitó a Dylan a escuchar su versión. Dylan quedó impresionado, y comentó entusiasmado «Wow, puedes bailar eso!». Su aprobación borró cualquier duda que quedara en la banda. Durante este período, se unieron el baterista Michael Clarke y el bajista Chris Hillman, y la banda cambió su nombre a The Byrds el día de Acción de Gracias de 1964. Las dos demos de "Mr. Tambourine Man" que quedan de este período presentan un incongruente tambor de desfile en parte por Clarke, pero en general por el arreglo, que utilizó un compás de 4/4 en vez del original 2/4 de Dylan, y están muy cerca de la versión final del sencillo.

## Versiones
- Judy Collins hizo una versión de la canción en su Fifth Album (1965).
- Melanie Safka en su álbum de 1969 Born to Be (también conocido como My First Album).
- El periodista gonzo Hunter S. Thompson pidió que se tocara la canción en su funeral, por ser su canción favorita, mientras sus cenizas eran disparadas por un cañón, y también dedicó su libro Miedo y Asco en Las Vegas a Dylan.
- William Shatner grabó la canción en una recitación incluida en su álbum de 1968, The Transformed Man.
- La canción fue traducida al ruso y cantada por Olga Arefieva con el título de "Mister Beliy Grib".[1]
- Genki Sudo tradujo la canción junto a Acidman y la grabó en un sencillo junto a Love and Everything, manteniendo 'Hey, Mr. Tambourine Man, play a song for me' en inglés.
- Müslüm Gürses hizo una versión con diferente letra en turco. Esta versión se llamó Hayat Berbat (la vida es terrible, en turco).
- Muchas bandas de indie han versionado la canción, entre ellas el grupo experimental de Cincinnati Nevada Smith. La banda de Minneapolis Cloud Cult también la ha grabado.
- Es una de las varias canciones de Dylan analizadas por los estudiantes en la película Mentes peligrosas, donde se sugiere que el personaje de la canción es una traficante de drogas.
- El músico francés Bob Sinclar versionó en 2009 la canción dándole una instrumentación un tanto más rápida. Está incluida en su álbum Born in 69.
- La artista AURORA versiona esta canción en su primer album All My Demons Greeting Me As A Friend (Deluxe).